# Касба Удая
Касба Удая — касба, старинная цитадель города Рабата в Марокко. Памятник мавританской архитектуры периода Альмохадов. Название происходит от имени разбойничего племени удая, «посаженных на кормление» в Марокко при династии Альморавидов для противодействия местным кочевникам.

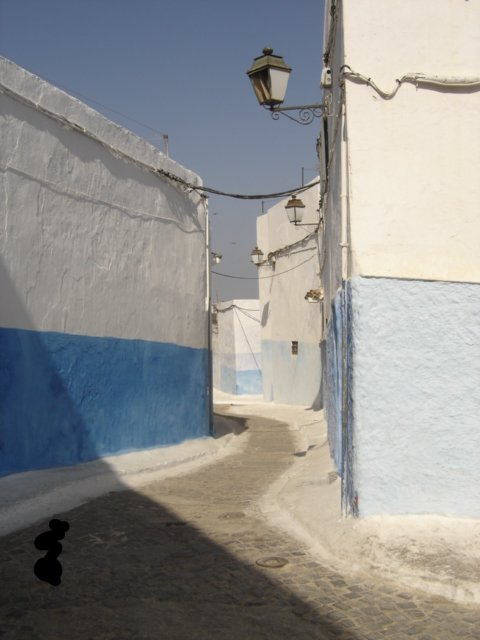
Улица внутри касбы

Заложенная при Альморавидах крепость, господствовавшая над долиной реки Бу-Регрег, приобрела особое значение при Альмохадах. Именно Якуб аль-Мансур, правивший в 1184—1199 годах, выстроил главный крепостной портал (на нём сохранились непривычные для арабского искусства изображения животных).
Заложенная при Аль-Мансуре мечеть Хасана так и не была достроена; её камни были использованы для других построек, но рядом с фундаментами мечети сохранился минарет Хасана высотой 44 метра. С падением Альмохадов крепость пришла в упадок, а затем была вновь отстроена при Алауитах в 1666—1672 и 1757—1792 годах. На крепостной стене сохраняются пушки XVII века.
Внутри, крепость застроена традиционными жилыми домами с глухими, бело-голубыми стенами. В северной части цитадели располагается популярная среди туристов смотровая площадка с видом на океан.